# (2032) Ethel
(2032) Ethel est un astéroïde de la ceinture principale.

## Description
(2032) Ethel est un astéroïde de la ceinture principale. Il fut découvert le 30 juillet 1970 à Naoutchnyï par Tamara Smirnova. Il présente une orbite caractérisée par un demi-grand axe de 3,07 UA, une excentricité de 0,13 et une inclinaison de 1,5° par rapport à l'écliptique.
L'astéroïde est nommé en l'honneur de l'écrivaine britannique Ethel Lilian Voynich (1864-1960).

## Compléments